# Júlio César Tornelli

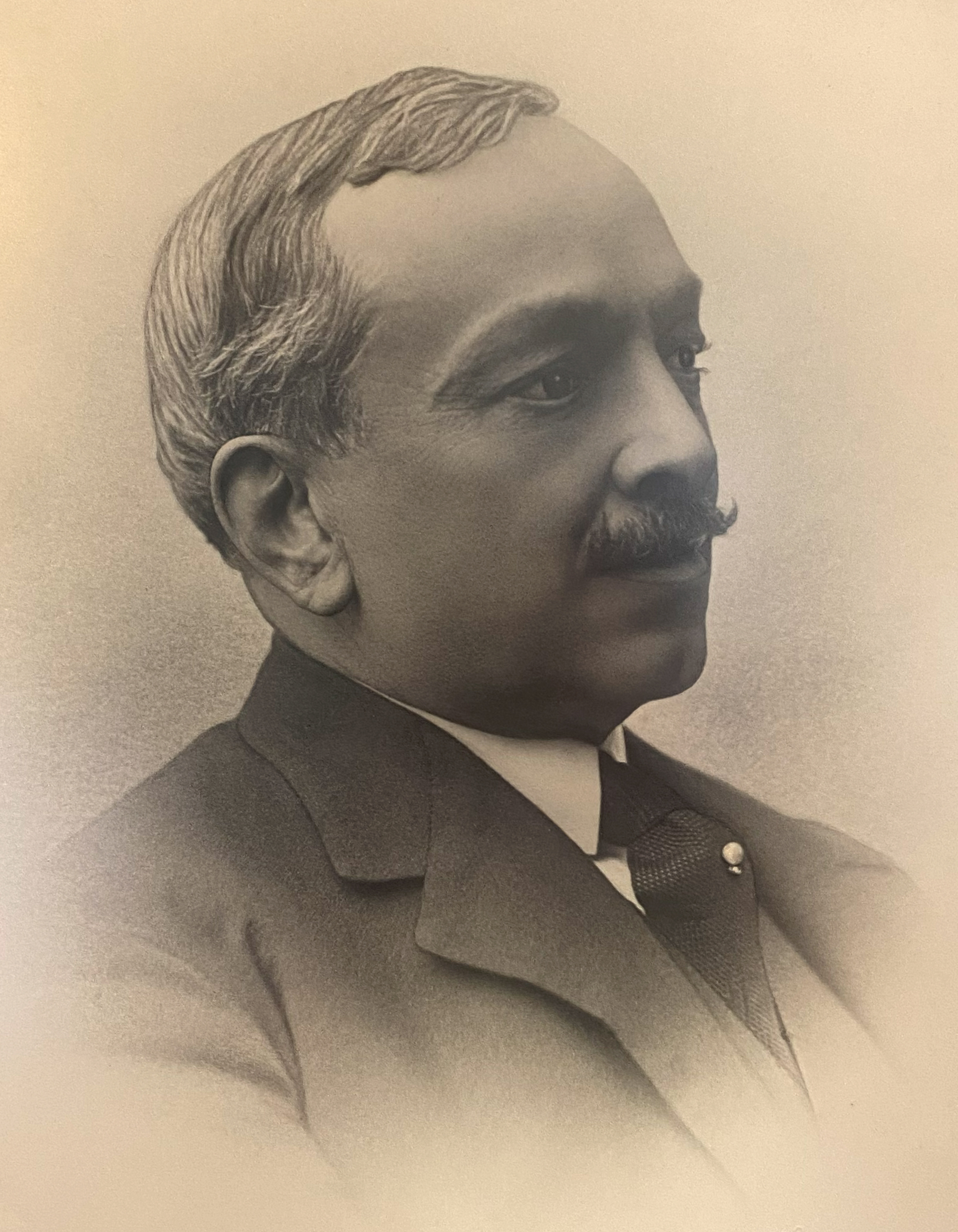
Júlio Tornelli

Júlio César Tornelli (28 de novembro de 1870 – Lisboa, 28 de março de 1928) foi um empresário e político português.

## Biografia
Júlio Tornelli era filho de José Nicolau Tornel (natural do Coração de Jesus, Lisboa) e Maria do Rosário Tornel (natural da Carvoeira, Torres Vedras). Casou com Palmira Amélia dos Santos Tornelli.

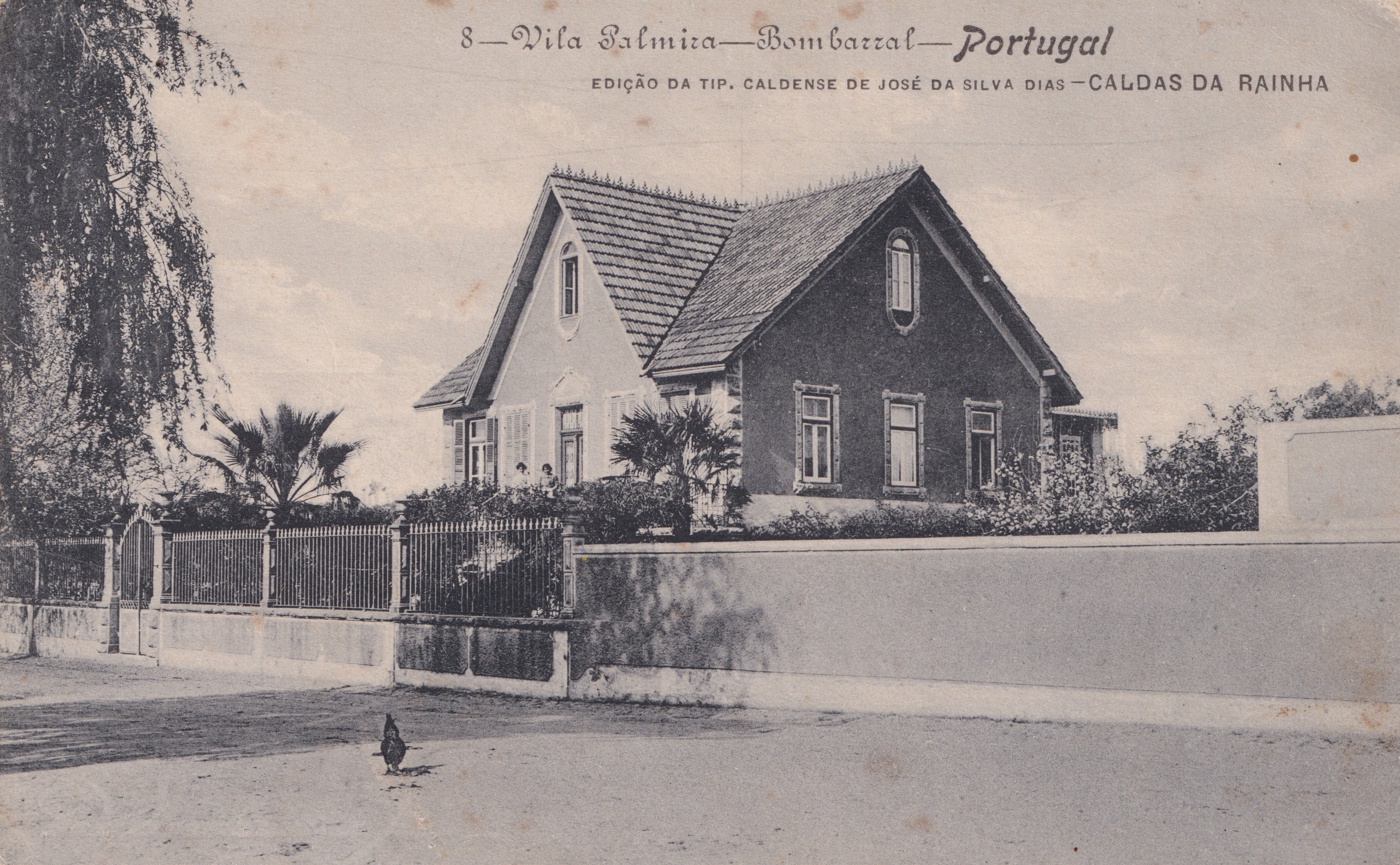
Chalé "Villa Palmira" de Júlio Tornelli, Bombarral (anos 1910)

Terá feito fortuna no Brasil e regressou a Portugal no final do século XIX. Numa propriedade paralela à linha do caminho-de-ferro, na atual Rua Júlio Tornelli, Bombarral, construiu o chalé romântico "Villa Palmira" e funda a Júlio Tornelli - Vinhos e Aguardentes, edificando uma das melhores destilarias da região. Era também proprietário, em sociedade com António Ferreira dos Santos, produtor e comerciante de vinhos, do estabelecimento comercial "Grandes Armazéns de Santo António", considerado um dos mais modernos da época. Inaugurado em dezembro de 1902, na atual Rua Luís de Camões, Bombarral, a sociedade manteve-se até 1912.
Republicano, Tornelli era próximo de figuras proeminentes, incluindo Afonso Costa ou António José de Almeida. Terá sido por sua influência que Afonso Costa se deslocou ao Cadaval em março de 1908. Foi membro dos Órgãos Sociais do Centro Escolar Republicano João Chagas, inaugurado a 6 de setembro de 1908 no Bombarral, com a presença de João Chagas, Bernardino Machado, Sebastião de Magalhães Lima, entre outros. A excursão ao Bombarral foi organizada pelo Centro Escolar Republicano António José de Almeida, sendo que a mesa do comício foi secretariada por Antonina Goes, sobrinha de Tornelli, a convite de Bernardinho Machado. Sócios dissidentes deste Centro foram posteriormente responsáveis pela fundação do Sport Clube Escolar Bombarralense, em outubro de 1911. Com a implantação da República, Júlio Tornelli foi o presidente da primeira Comissão Municipal Republicana do Concelho de Óbidos que tomou posse a 10 de outubro de 1910, juntamente com Virgínio Pereira (vice-presidente), e os vereadores José Veríssimo Duarte, Joaquim Rodrigues Tocha, José Luís Marques, Tomás Inácio de Ceuta e Luís da Costa. Neste período revolucionário, ativistas republicanos do Bombarral usaram a relação de Tornelli com António José de Almeida, então Ministro do Interior, com o intuito de estabelecer o Bombarral como a nova sede de concelho. Contudo, a renúncia de Almeida do Governo Provisório dias depois comprometeu a iniciativa. Júlio Tornelli foi eleito novamente presidente em junho de 1911, mantendo o cargo de Presidente na Câmara Municipal até 1914. Em representação da Câmara Municipal de Óbidos, esteve presente, a convite da Câmara Municipal de Alter do Chão, na sessão de abertura da Assembleia Nacional Constituinte. Em 1911, foi o sócio fundador nº 1 e presidente da Assembleia Geral da Caixa de Crédito Agrícola Mútuo de Bombarral. Com a criação do concelho do Bombarral em 1914, a primeira Câmara Municipal do Bombarral tomou posse a 29 de junho de 1914. Tornelli, enquanto vereador eleito, compareceu ao ato da posse, tendo sido eleito presidente da Comissão Executiva. Esta comissão integrou também Tomaz da Conceição Rosado (vice-presidente), António Pereira Bernardino (secretário), José Bernardo e José Patrício de Campos (vogais). Tornelli manteve o cargo de presidente até 1916, sendo substituído por José Veríssimo Duarte. Foi posteriormente Presidente da Câmara entre março de 1916 e dezembro de 1917. Foi sócio fundador da Associação Humanitária dos Bombeiros Voluntários do Bombarral, tendo sido eleito presidente da primeira Assembleia Geral a 6 de março de 1925. A sua esposa integrou a secção feminina do Corpo Activo, intitulada Cruz Roxa, tendo sido a primeira instituição do concelho a incluir oficialmente mulheres.

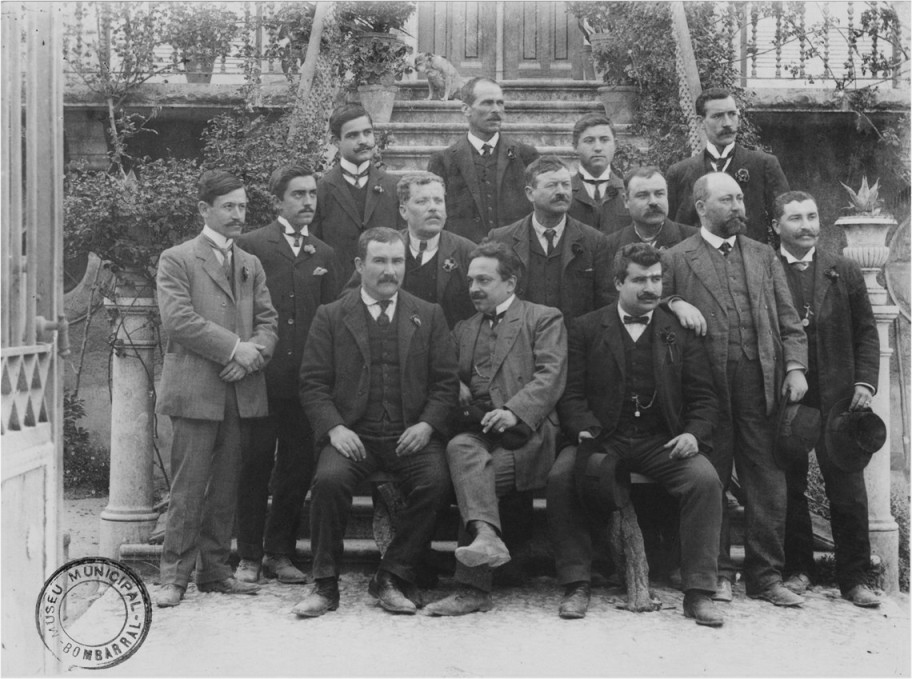
Membros do Centro Escolar Republicano João Chagas, 1909, "Villa Palmira", Bombarral. Júlio Tornelli (fila da frente, 2º)

Foi sócio do comerciante portuense Ramiro Lambertini de Magalhães, conhecido como o "Rei da Aguardente", dono da firma Ramiro de Magalhães & Companhia, sediada no Porto e fundada em 1875, que chegou a ser a maior produtora e fornecedora de aguardente do país. Na região, a empresa detinha destilarias no Bombarral, Cadaval, Adão Lobo, Vermelha, A-dos-Francos, Lourinhã, Painho e Barreiras. Em 1920, ambos constroem na atual Rua Manuel do Nascimento, Bombarral, em nome da firma Ramiro de Magalhães e C.ª,  adaptando um edifício já existente, uma adega, uma vinagreira e casa de habitação (residência de Ramiro de Magalhães), entretanto demolidas. Estes antigos armazéns comportavam nos depósitos de cimento 1,5 milhões de litros de aguardente. O complexo era igualmente dotado de uma tanoaria, central elétrica, serralharia e caldeiraria. Em 1923, construíram no "Arneiro" uma moradia de porte regionalista, que ficaria conhecida como Quinta de Santa Maria, ao lado da "Mala-Posta", junto a outras adegas e armazéns que já possuíam naquela propriedade. Júlio Tornelli fora igualmente proprietário de um terreno próximo, local do futuro Teatro Eduardo Brazão, onde chegou a estar instalado o primeiro campo de futebol do Bombarral.
Na segunda metade dos anos 20, Júlio Tornelli vende o seu património, passando a residir em Lisboa, onde falece em 1928.